# Телемарк
Телемарк е фюлке (област) в Югоизточна Норвегия. Населението е 167 102 жители (2008 г.), а има площ от 15 299 кв. км. Намира се в часова зона UTC+1, а лятното часово време е по UTC+2. Административен център е град Шиен. Сегашното име на областта е от 1919 г. Фюлкето се обслужва от железопътен транспорт и летище, което има полети до Стокхолм, а също и от фериботни линии до Швеция и Дания.